# Soldier of Fortune (periodico)
Soldier of Fortune (conosciuta anche con la sigla SOF), sottotitolo The Journal of Professional Adventurers, è una rivista mensile statunitense, dedicata a tutto ciò che concerne il mondo militare.
Fondata nel 1975, ha come sede Boulder, in Colorado.